# Хепалка
Хепалка — река в России, протекает в Холмогорском районе Архангельской области. Исток — озеро Малое Хепальское. В 4 км от устья река уходит под землю и течёт по карстовому руслу, снова выходя на поверхность лишь недалеко от устья. Устье реки находится в 180 км от устья Северной Двины по правому берегу. Длина реки составляет 13 км.
В 7 км от устья в Хепалку впадает левый приток Валдозерка, берущая начало из озера Валдозеро.

## Данные водного реестра
По данным государственного водного реестра России относится к Двинско-Печорскому бассейновому округу, водохозяйственный участок реки — Северная Двина от впадения реки Вага и до устья, без реки Пинега, речной подбассейн реки — Северная Двина ниже места слияния Вычегды и Малой Северной Двины. Речной бассейн реки — Северная Двина.
Код объекта в государственном водном реестре — 03020300412103000034628.